# 釋氏通鑑
《歷代編年釋氏通鑑》，又稱《釋氏通鑑》，凡12卷。南宋本覺撰，仿《資治通鑑》體例。
《释氏通鉴》記載自西周周昭王甲寅，终止於後周恭帝柴宗訓庚申（960年），采用佛書59種，儒书44種，道书3種，有不少是宋人筆記。